# Schallenburg (Euskirchen)
Die Schallenburg ist eine abgegangene Burg in der Kreisstadt Euskirchen in Nordrhein-Westfalen.
Ab 1345 wurde das Geschlecht von Euskirchen erstmals erwähnt. Wahrscheinlich bestand zu diesem Zeitpunkt schon der Adelssitz. 1385 wird Werner von Vlatten als Besitzer des Rittergutes genannt. Wenig später wurde der Rittersitz befestigt und dann als Burg bezeichnet. Als solche wurde sie erstmals im Jahre 1531 erwähnt. Nach den damaligen Besitzern wurde sie Bleiversburg genannt. Ab 1617 hieß sie dann Schallenburg. Auch dieser Name ist von der Besitzerfamilie abgeleitet, nämlich der Familie Schall von Bell. 
Beim Stadtbrand von 1625 wurden viele Gebäude des Burgkomplexes zerstört. Der Wiederaufbau erfolgt nur noch als dreiflügelige Hofanlage mit Gräben. 
Im Zweiten Weltkrieg gingen die Reste der Burg völlig unter.